# تونس في الألعاب البارالمبية الصيفية 2016
تشارك تونس في الألعاب البارالمبية الصيفية 2016 التي تقام في ريو دي جانيرو (البرازيل) بين 7 و18 سبتمبر 2016.

تضم البعثة التونسية 31 رياضيا تتكون من 17 سيدة و14 رجل، بينما كانت حاملة العلم التونسي الرياضية هنية العايدي. 

تحصلت الرياضيات والرياضيون التونسيون على 14 ميداليات لحد الآن، 7 ذهبية و6 فضية و6 برونزية مما يجعلهم يحتلون المركز 21 في جدول الميداليات البارالمبية في هذه الدورة.

## جدول الميداليات

### ميداليات ذهبية
| الميدالية                        | الرياضة     | الفئة                              | الرياضي       | النتيجة      | التاريخ   |
| -------------------------------- | ----------- | ---------------------------------- | ------------- | ------------ | --------- |
| ميدالية ذهبية، الألعاب الأولمبية | ألعاب القوى | رمي الجلة صنف F41 للسيدات          | روعة التليلي  | 10.19 متر    | 9 سبتمبر  |
| ميدالية ذهبية، الألعاب الأولمبية | ألعاب القوى | مسابقة الصولجان صنف F31/32 للسيدات | مروة البراهمي | 26.93 متر    | 9 سبتمبر  |
| ميدالية ذهبية، الألعاب الأولمبية | ألعاب القوى | سباق 1500 متر صنف T12/13 للسيدات   | سمية بوسعيد   | 4 دق 21 ث 45 | 10 سبتمبر |
| ميدالية ذهبية، الألعاب الأولمبية | ألعاب القوى | سباق 1500 متر صنف T38 للرجال       | عباس سعيدي    | 4 دق 13 ث 81 | 10 سبتمبر |
| ميدالية ذهبية، الألعاب الأولمبية | ألعاب القوى | سباق 100 متر صنف T34 للرجال        | وليد كتيلة    | 15 ث 14      | 12 سبتمبر |
| ميدالية ذهبية، الألعاب الأولمبية | ألعاب القوى | رمي القرص صنف F40/41 للسيدات       | روعة التليلي  | 33.38 متر    | 15 سبتمبر |
| ميدالية ذهبية، الألعاب الأولمبية | ألعاب القوى | رمي الجلة صنف F32 للسيدات          | مروة البراهمي | 5.76 متر     | 17 سبتمبر |

### ميداليات فضية
| الميدالية                       | الرياضة     | الفئة                            | الرياضي      | النتيجة      | التاريخ   |
| ------------------------------- | ----------- | -------------------------------- | ------------ | ------------ | --------- |
| ميدالية فضية، الألعاب الأولمبية | ألعاب القوى | رمي الجلة صنف F41 للسيدات        | سمر بن كعلاب | 8.39 متر     | 9 سبتمبر  |
| ميدالية فضية، الألعاب الأولمبية | ألعاب القوى | سباق 1500 متر صنف T12/13 للسيدات | نجاح شوية    | 4 دق 30 ث 52 | 10 سبتمبر |
| ميدالية فضية، الألعاب الأولمبية | ألعاب القوى | رمي الجلة صنف F54 للسيدات        | هنية العايدي | 6.86 متر     | 10 سبتمبر |
| ميدالية فضية، الألعاب الأولمبية | ألعاب القوى | رمي الجلة صنف F40 للسيدات        | ريما العبدلي | 7.37 متر     | 11 سبتمبر |
| ميدالية فضية، الألعاب الأولمبية | ألعاب القوى | رمي الرمح صنف F53/54 للسيدات     | هنية العايدي | 18.88 متر    | 13 سبتمبر |
| ميدالية فضية، الألعاب الأولمبية | ألعاب القوى | سباق 800 متر صنف F33/34 للرجال   | وليد كتيلة   | 1 دق 40 ث 31 | 14 سبتمبر |

### ميداليات برونزية
| الميدالية | الرياضة     | الفئة                           | الرياضي        | النتيجة       | التاريخ   |
| --------- | ----------- | ------------------------------- | -------------- | ------------- | --------- |
|           | ألعاب القوى | رمي الجلة صنف F54 للسيدات       | فضيلة النفاتي  | 6.38 متر      | 10 سبتمبر |
|           | ألعاب القوى | سباق 400 متر صنف T54 للرجال     | ياسين الغربي   | 47 ث 07       | 12 سبتمبر |
|           | ألعاب القوى | سباق 400 متر صنف T37 للنساء     | ندى الباهي     | 1 دق 03 ث 71  | 13 سبتمبر |
|           | ألعاب القوى | سباق 5000 متر صنف T12/13 للرجال | بلال العلوي    | 14 دق 33 ث 33 | 15 سبتمبر |
|           | ألعاب القوى | رمي القرص صنف F40/41 للسيدات    | فتحية عمايمية  | 26.16 متر     | 15 سبتمبر |
|           | ألعاب القوى | رمي الجلة صنف F40 للرجال        | اسماعيل بوعبيد | 9.44 متر      | 16 سبتمبر |

## الرياضيين المشاركين
| - ريما العبدلي - هنية العايدي - فتحية عمايمية - رحمة العياشي - ندى الباهي - يسرى بن جمعة - سمر بن كعلاب - سيرين بالسيد - مروى البراهمي - نجاح شوية - رجاء الجبالي | - فضيلة النفاتي - سعيدة النايلي - سنية منصور - مريم السوداني - روعة التليلي - بشير العقوبي - محمد عمارة - اسماعيل بوعبيد - محمد فرحات شيدة - عبد الناصر فايدي | - ياسين الغربي - وليد كتيلة - فوزي رزيق - عباس السعيدي - جهاد الزعبي - فتحي الزوينخي - سمية بوسعيد - بلال العلوي - بلال الهمامي - ياسر السطوري |

## مقالات ذات صلة
- تونس في الألعاب الأولمبية الصيفية 2016
- الجامعة التونسية لرياضة المعوقين

## روابط خارجية
- الموقع الرسمي للجنة البارالمبية التونسية.